# NGC 631
NGC 631 ist eine elliptische Galaxie vom Hubble-Typ E2 im Sternbild Fische auf der Ekliptik. Sie ist schätzungsweise 255 Millionen Lichtjahre von der Milchstraße entfernt und hat einen Durchmesser von etwa 75.000 Lj. 

Im selben Himmelsareal befinden sich u. a. die Galaxien NGC 632 und NGC 645.
Das Objekt wurde am 27. Oktober 1864 von dem deutschen Astronomen Albert Marth entdeckt.